# Nunc dimittis

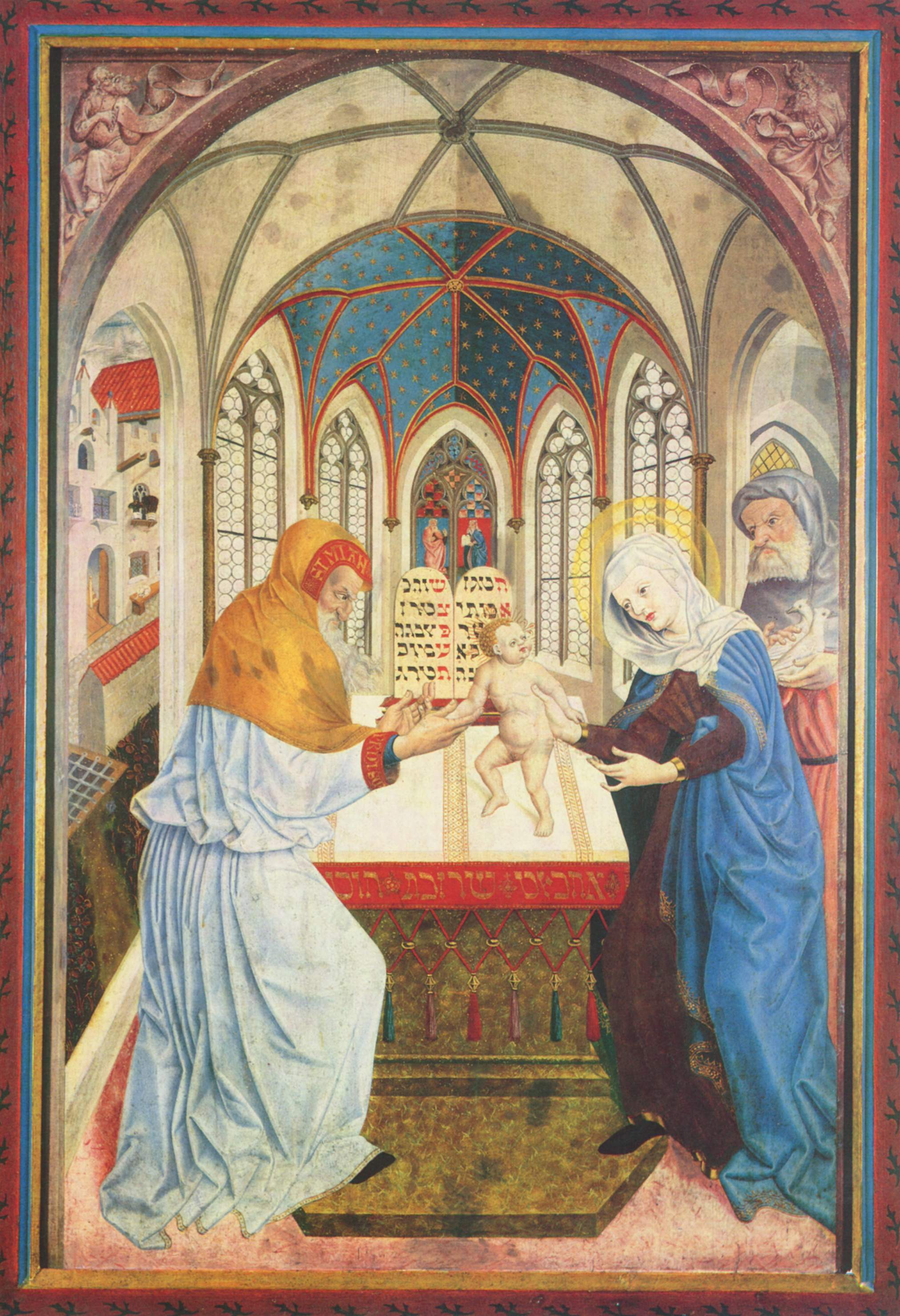
Darbringung im Tempel (Meister der Pollinger Tafeln, 1444)

Das Nunc dimittis, auch genannt Lobgesang des Simeon bzw. Canticum Simeonis, ist mit dem Magnificat und dem Benedictus einer der drei Lobgesänge (Cantica) des Lukasevangeliums (Lk 2,29–32 ).

## Text
Nunc dimittis beziehungsweise „Nun lässt du [Herr, deinen Knecht]“ sind die Anfangsworte des Lobgesangs des Simeon. Er stammt aus dem biblischen Bericht von der Darstellung des Herrn im Jerusalemer Tempel (Lk 2 ), nach dem ein sonst im Neuen Testament nicht erwähnter Simeon im Jesuskind den erwarteten Messias erkennt und damit die Erfüllung einer Verheißung, die er persönlich durch den Heiligen Geist erhalten hatte. Nach dieser Verheißung sollte er nicht sterben, bevor seine Augen den Messias gesehen haben.
| Griechischer Grundtext | Latein (Vulgata ) | Lutherbibel 2017 () | Einheitsübersetzung 2016 () |
| --- | --- | --- | --- |
| Νῦν ἀπολύεις τὸν δοῦλόν σου, δέσποτα, κατὰ τὸ ῥῆμά σου ἐν εἰρήνῃ: ὅτι εἶδον οἱ ὀφθαλμοί μου τὸ σωτήριόν σου ὃ ἡτοίμασας κατὰ πρόσωπον πάντων τῶν λαῶν, φῶς εἰς ἀποκάλυψιν ἐθνῶν καὶ δόξαν λαοῦ σου Ἰσραήλ. | Nunc dimittis servum tuum Domine, secundum verbum tuum in pace: quia viderunt oculi mei salutare tuum, quod parasti ante faciem omnium populorum: lumen ad revelationem gentium, et gloriam plebis tuae Israel. | Herr, nun lässt du deinen Diener in Frieden fahren, wie du gesagt hast; denn meine Augen haben deinen Heiland gesehen, das Heil, das du bereitest hast vor allen Völkern, ein Licht zur Erleuchtung der Heiden und zum Preis deines Volkes Israel. | Nun lässt du, Herr, deinen Knecht, wie du gesagt hast, in Frieden scheiden. Denn meine Augen haben das Heil gesehen, das du vor allen Völkern bereitet hast, ein Licht, das die Heiden erleuchtet, und Herrlichkeit für dein Volk Israel. |

Bei liturgischer Verwendung schließt sich die kleine Doxologie Ehre sei dem Vater… an.

## Liturgie und Kirchenmusik

### Liturgie

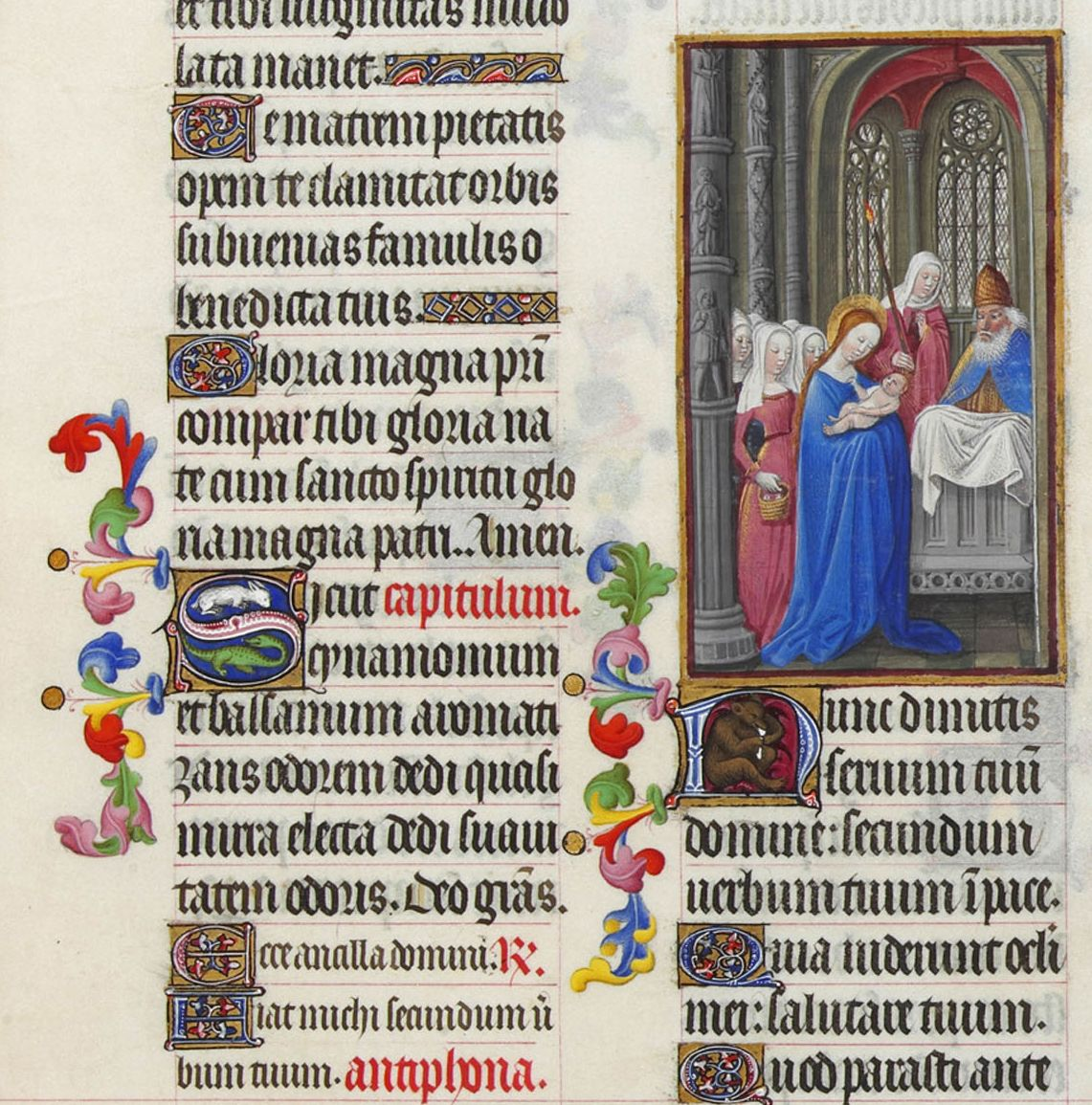
Das Nunc dimittis im Stundenbuch des Herzogs von Berry

Das Nunc dimittis wird im Stundengebet täglich gesungen. Mit seiner friedvollen Dank- und Abschiedsstimmung gehört es zur Komplet, dem Nachtgebet der Kirche (Gotteslob Nr. 665,3 im 3. Psalmton); in der anglikanischen Kirche ist es zusammen mit dem Magnificat Teil des Evensong.
In einigen lutherischen Kirchen wie der Selbständigen Evangelisch-Lutherischen Kirche, der Lutheran Church – Missouri Synod und der ELCA wird das Nunc dimittis auch als Dankgesang als Teil der Postcommunio in der Abendmahlsliturgie verwendet.

### Musikalische Fassungen
Martin Luther schuf ausgehend vom Nunc dimittis den Choral Mit Fried und Freud ich fahr dahin. Der aus reformatorischer Zeit stammende und von Philipp Spitta überarbeitete Choral Im Frieden dein, o Herre mein hat ökumenische Verbreitung gefunden. In der protestantischen Kirchenmusik diente dieser Text häufig als Grundlage für Begräbniskompositionen.

#### Beispiele von Vertonungen
- Heinrich Schütz: in den Musikalischen Exequien
- Dieterich Buxtehude: Mit Fried und Freud, vier kontrapunktische Sätze über die vier Strophen von Luthers Lied, als Trauermusik
- Johann Sebastian Bach:
  - Actus Tragicus, auf Luthers Choral zurückgreifend
  - Kantate Mit Fried und Freud ich fahr dahin
- Felix Mendelssohn Bartholdy: Motette opus 69,1, Herr, nun lässest du deinen Diener in Frieden fahren für Chor und Solostimmen (1847)
- Johannes Brahms: Motette opus 74,1, Warum ist das Licht gegeben dem Mühseligen? für Gemischten Chor a cappella letzter Teil: Lutherchoral Mit Fried und Freud ich fahr dahin
- Peter Cornelius: Weihnachtslied opus 8,4: Simeon
- Geoffrey Burgon: für Orgel, Trompete und Sopran; Filmmusik im Abspann der BBC-Miniserie Tinker Tailor Soldier Spy
- Arvo Pärt: für gemischten Chor (SATB) a cappella (2001).
- Klaus Miehling: für gemischten Chor (SSATB) a cappella, op. 263,1 (2016).
- Lutz-Werner Hesse: für vierstimmigen gemischten Chor a cappella op. 89 (2023)
- Simon Wawer: für gemischten Chor (SSAATTBB).